# بيل كاسترو
بيل كاسترو (بالإنجليزية: Bill Castro)‏ هو لاعب كرة قاعدة دومينيكاوي، ولد في 13 ديسمبر 1953 في سانتياغو دي لوس كاباليروس في جمهورية الدومينيكان.

## وصلات خارجية
- بيل كاسترو على موقع دوري كرة القاعدة الرئيسي (الإنجليزية)
- بيل كاسترو على موقعبيزبول رفرنس.كوم (الدوري الرئيسي) (الإنجليزية)
- بيل كاسترو على موقعبيزبول رفرنس.كوم (الدوري الثانوي) (الإنجليزية)
- بيل كاسترو على موقع إي إس بي إن.كوم (أم.أل.بي) (الإنجليزية)
- بيل كاسترو على موقع مشجعي الرسوم البيانية (الإنجليزية)